# Yuji Nakagawa
Yuji Nakagawa (født 22. oktober 1978) er en tidligere japansk fodboldspiller.
Han har spillet for flere forskellige klubber i sin karriere, herunder Kataller Toyama.